# الديانة الإغريقية

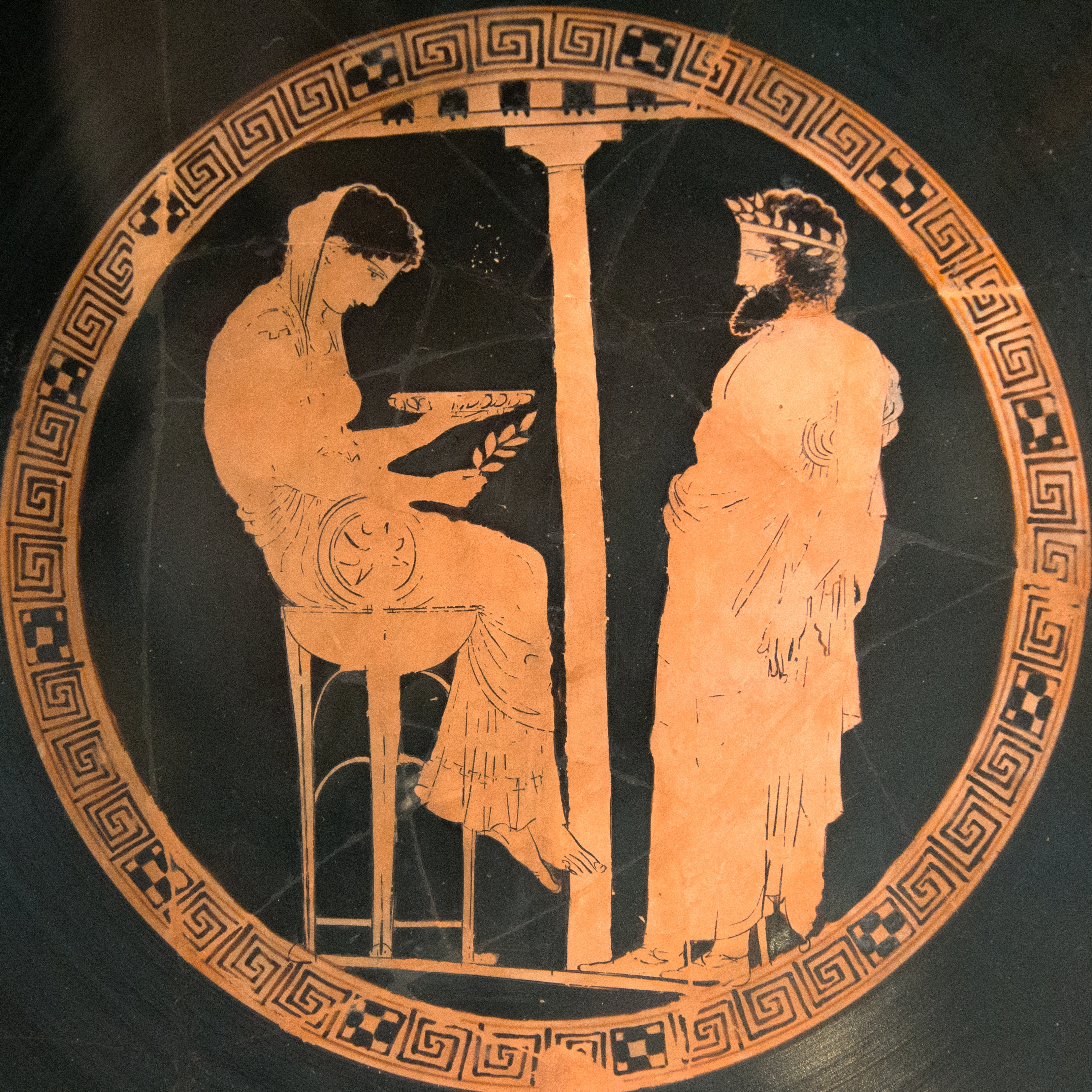
أيجيوس على اليمين يستشير بيثيا أو أوراكل من دلفي. مزهرية من عام 440-430 ق.م.
أخبرته العرافة بـ«ألَّا تفض خاتم عنق زق الخمر، يا أفضل الرجال، حتى تعود ثانية إلى مدينة أثينا»، ولكنه لم يفهم الوحي في البداية.

تشمل الديانة الإغريقية القديمة مجموعة من المعتقدات والطقوس والأساطير التي نشأت في اليونان القديمة في هيئة دين العامة المُفضل وممارسات الطوائف. على الرغم من أن معظم المعتقدات والطقوس كانت متشابه بشكل كبير، الا إنها اختلفت بما فيه الكفاية حتى يمكن التحدث عن الأديان اليونانية أو «الطوائف» في صيغة الجمع.
عرف معظم الإغريق القدماء الآلهة والإلهات الاثني عشر الأولمبيون: (زيوس، هيرا، بوسيدون، ديميتر، أثينا، آريز، أفروديت، أبولو، أرتميس، هيفايستوس، هيرميز، وإما هيستيا أو ديونيسوس). على الرغم من أن الفلسفات مثل الرواقية وبعض أشكال الأفلاطونية تستخدم لغة يبدو أنها تحمل إلهًا واحدًا متعالًا، فغالبًا ما كانت المدن المختلفة تعبد نفس الآلهة، وأحيانًا بكُنية تميزهم وتحدد طبيعتهم المحلية.
امتدت الممارسات الدينية لليونان خارج منطقة اليونان القارية، إلى جزر وسواحل إيونية في آسيا الصغرى، وإلى ماجنا غراسيا (صقلية وجنوب إيطاليا)، وإلى المستعمرات اليونانية المتفرقة في غرب البحر الأبيض المتوسط، مثل ماسالا (مارسيليا). امتزجت الديانة الإغريقية بـ العبادة الإتروسكانية واعتقادها لتشكل الكثير من الديانة الرومانية القديمة في وقت لاحق.

## المعتقدات

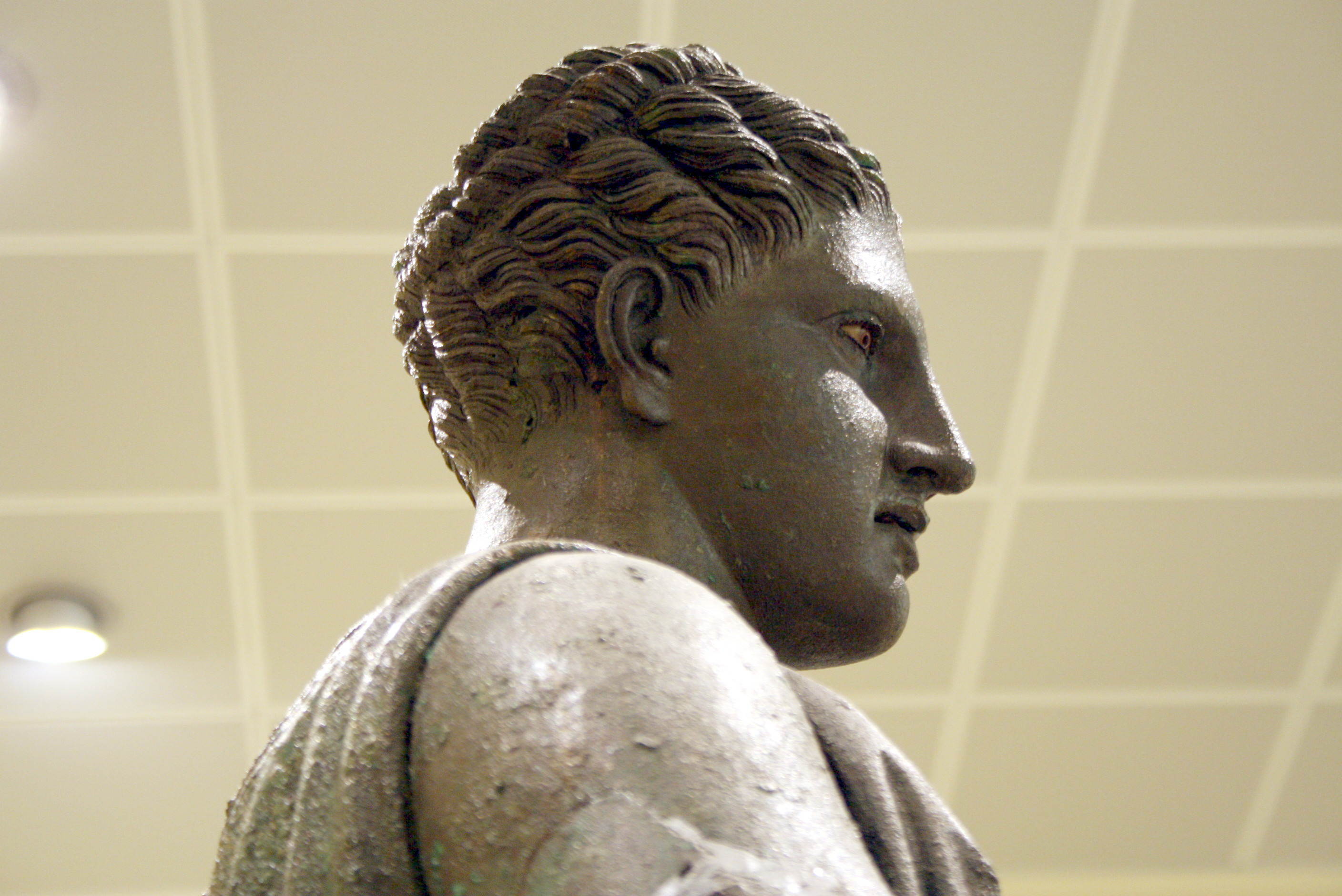
بيريوس أرتميس الأول، ربما كان صنم للعبادة من معبد في القرن الرابع قبل الميلاد

في حين كانت هناك مفاهيم قليلة عالمية لجميع الشعوب اليونانية، كانت هناك اعتقادات مشتركة تشاطرها الكثيرون.

### الإلهيات
كانت الإلهيات الإغريقية القديمة شائعة، وذلك استناداً إلى افتراض وجود العديد من الآلهة والإلهات. كان ترتيب الآلهة هرمياً في الأساس، حيث يعلوه ملك الآلهة زيوس، والذي لديه السيطرة المطلقة على جميع الآلهة الآخرين، على الرغم من أنه لم يكن الجبار المسيطر. كان لبعض الآلهة السيادة على جوانب معينة من الطبيعة. فعلى سبيل المثال، كان زيوس إله السماء، حيث بإمكانه إرسال الرعد والبرق، كان بوسيدون حاكم البحار والزلازل، وهيمنت قوة هاديس اللافتة في جميع أنحاء عوالم الموت والعالم السفلي، كما كان يسيطر هيليوس على الشمس. سيطرت الآلهة الأخرى على المفاهيم المجردة. على سبيل المثال كانت أفروديت المسيطرة على الحب. تم تصوير كل الآلهة الهامة على أنها «إنسانية» في الشكل، رغم أنه بإمكان الألهة التحول إلى حيوانات أو ظواهر طبيعية.
على الرغم من كونها خالدة، إلا أن الآلهة لم تكن بالتأكيد كلها محسنة أو حتى قوية. كان على الآلهة أن يطيعوا القدر، المعروفين في الميثولوجيا الإغريقية باسم مويراي، والتي تتجاوز قدراتهم الإلهية أو إرادتهم. على سبيل المثال، في إحدى قصص الميثولوجيا، كان مصير أوديسيوس أن يعود إلى موطنه إيثاكا بعد حرب طروادة، وكان بإمكان الآلهة فقط أن تطيل رحلته وتجعل الأمر أكثر صعوبة بالنسبة له، لكنهم لم يستطيعوا منعه.

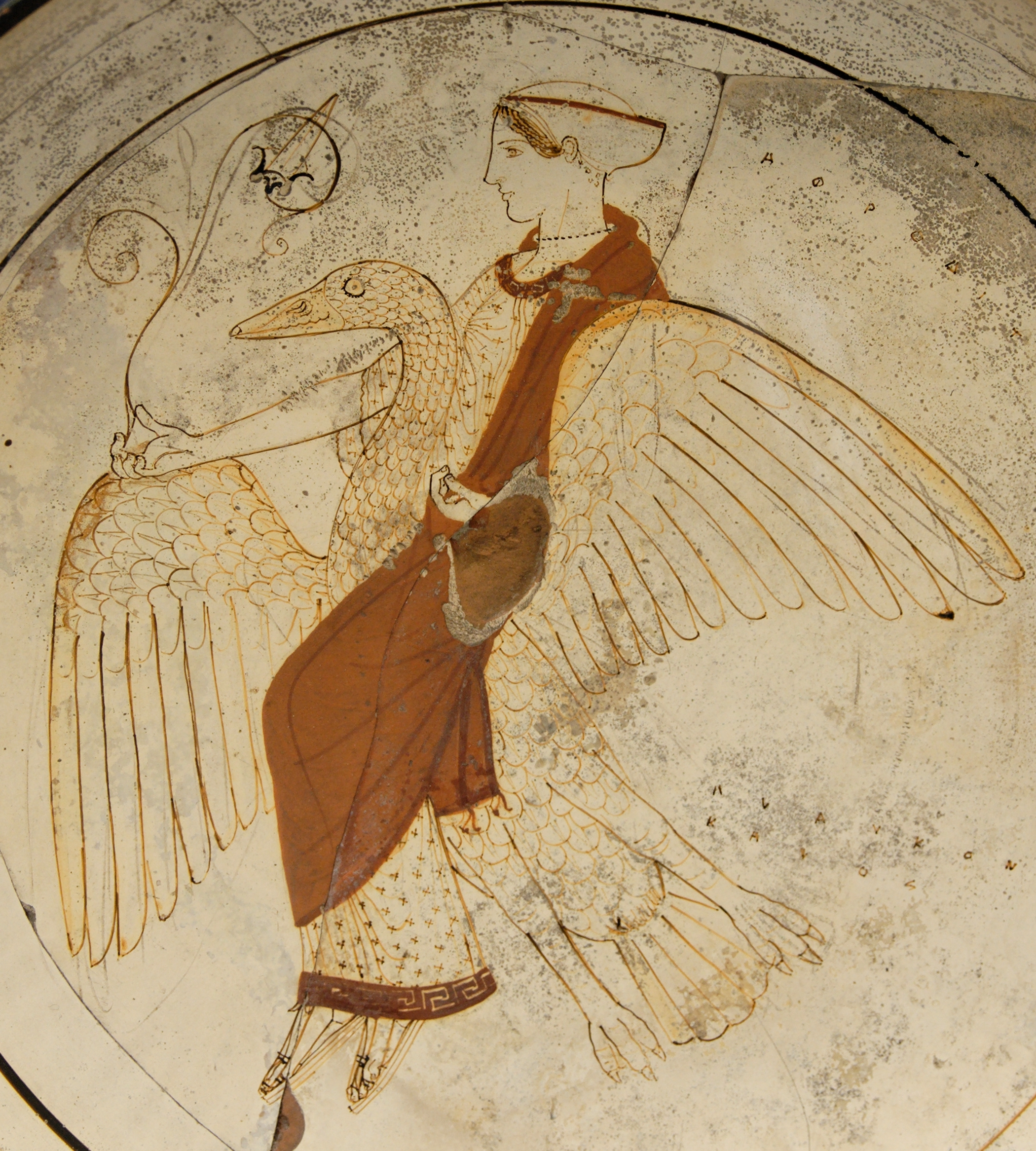
أفروديت تركب بجعة، رسمة أغريقية ذا خلفية بيضاء مع رسم أحمر علي كيليكس تعود لحوالي 460 ق.م، وُجدت في كاميروس (رودس)

تصرفت الآلهة مثل البشر وكان لديهم رذائل بشرية. كانوا يتواصلون مع البشر، وفي بعض الأحيان ينجبون الأطفال منهم. في بعض الأحيان كانت بعض الآلهة تعارض بعضها البعض، محاولة التفوق على بعضهم البعض. في الإلياذة، كلاً من أفروديت وآريز وأبولو دعما جانب طروادة في حرب طروادة، بينما دعم كل من هيرا وأثينا وبوسيدون الإغريق (انظر حرب الآلهة [الإنجليزية]).
ارتبطت بعض الآلهة بشكل خاص بمدينة معينة. كمثال: ارتبطت أثينا بمدينة أثينا، وأبولو مع دلفي وديلوسو زيوس مع أوليمبيا وأفروديت مع كورنث. ارتبطت آلهة أخرى مع دول خارج اليونان. حيث كان بوسيدون مرتبطاً بإثيوبيا وطروادة، وكان آريز مرتبطاً بتراقيا.
هوية الأسماء لم تكن ضمانًا لطائفة مشابه، كان الإغريق أنفسهم يدركون جيداً أن أرتميس كان يُعبد في أسبرطة على أنها الصيادة العذراء، كانت إلهًا مختلفًا للغاية عن أرتميس التي كانت إلهة طقوس الخصوبة في أفسس. على الرغم من أن عبادة الآلهة الرئيسية انتشرت من مكان إلى آخر، وعلى الرغم من أن معظم المدن الكبيرة كانت تضم معابد لآلهة كبيرة، إلا أن التعرف على آلهة مختلفة بأماكن مختلفة ظل موجوداً حتى وقت طويل.

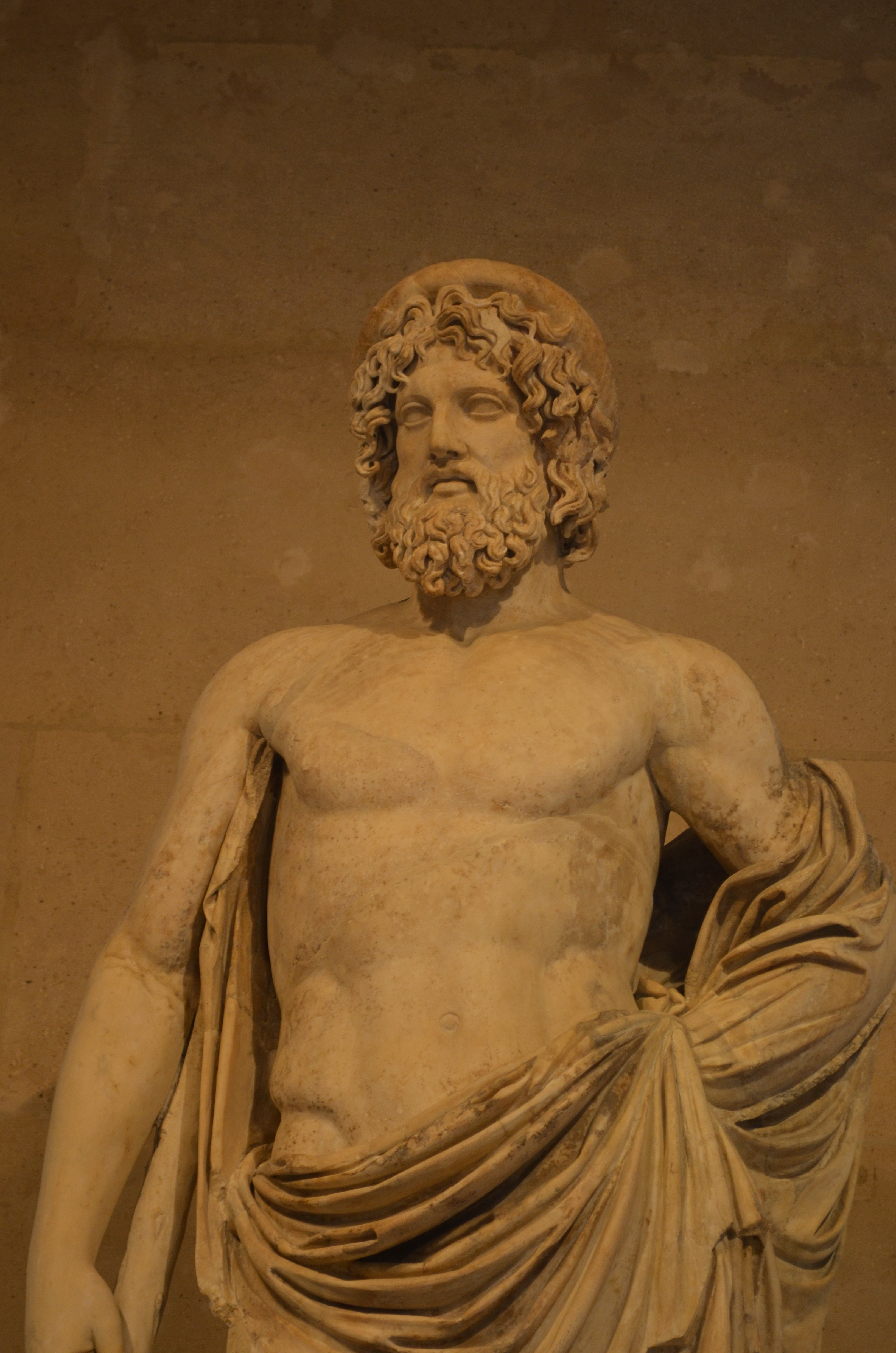
أسقليبيوس، إله الطب. نسخة رخامية رومانية (القرن الثاني الميلادي) لأصل يوناني من أوائل القرن الرابع قبل الميلاد. لم يكن أسقليبيوس أحد الأولمبياد الإثني عشر، ولكنه كان معروفًا لدى الأطباء مثل باوسانياس ومرضاهم.

### الحياة الأخري
اعتقد الإغريق في وجود عالم سفلي حيث تذهب إليه أرواح الموتى بعد الموت. واحدة من أكثر المناطق انتشارا في هذا العالم السفلي كان يحكمه هاديس، شقيق زيوس، وكان هذا المكان يعرف باسم هاديس (يسمى في الأصل «مكان هاديس»). المنطقة المعرفة الأخرى هي تارتاروس، مكان العذاب للمذنبين، وإليسيون، مكان الملذات للطيبين. في أوائل الديانة الميسينية كان جميع الموتى يذهبون إلى هاديس، لكن صعود الطقوس الغامضة في العصر القديم أدى إلى ظهور أماكن مثل تارتاروس وإليسيون.
بعض اليونانيين، مثل آخيل، آلكمين، أمفيراس [الإنجليزية]، غانيمادس، إينو، مالشيتيز [الإنجليزية]، مينلاوس، بيليوس، وعدد كبير من الذين قاتلوا في حروب طروادة وثيفا، تم إعتبراهم مخلدين جسديًا وجلبوا للعيش إلى الأبد إما في إليسيون أو جزيرة المباركين أو الجنة أو المحيط أو تحت الأرض. يتم العثور على هذه المعتقدات في أقدم مصادر يونانية، مثل هوميروس وهسيودوس. هذا الاعتقاد بقي قويًا حتى في العصر المسيحي. بالنسبة لمعظم الناس في لحظة الموت، لم يكن هناك أي أمل في أي شيء سوى استمرار الوجود كنفس بلا جسد.
بعض اليونانيين، مثل الفلاسفة فيثاغورس وأفلاطون، تبنوا فكرة تناسخ الأرواح، على الرغم من أن هذا لم يُقبل إلا من قبل عدد قليل. إعتقد إبيقور أن النفس كانت ببساطة ذرات والتي تذوب عند الموت، لذلك لم يكن هناك وجود بعد الموت.

### الميثولوجيا

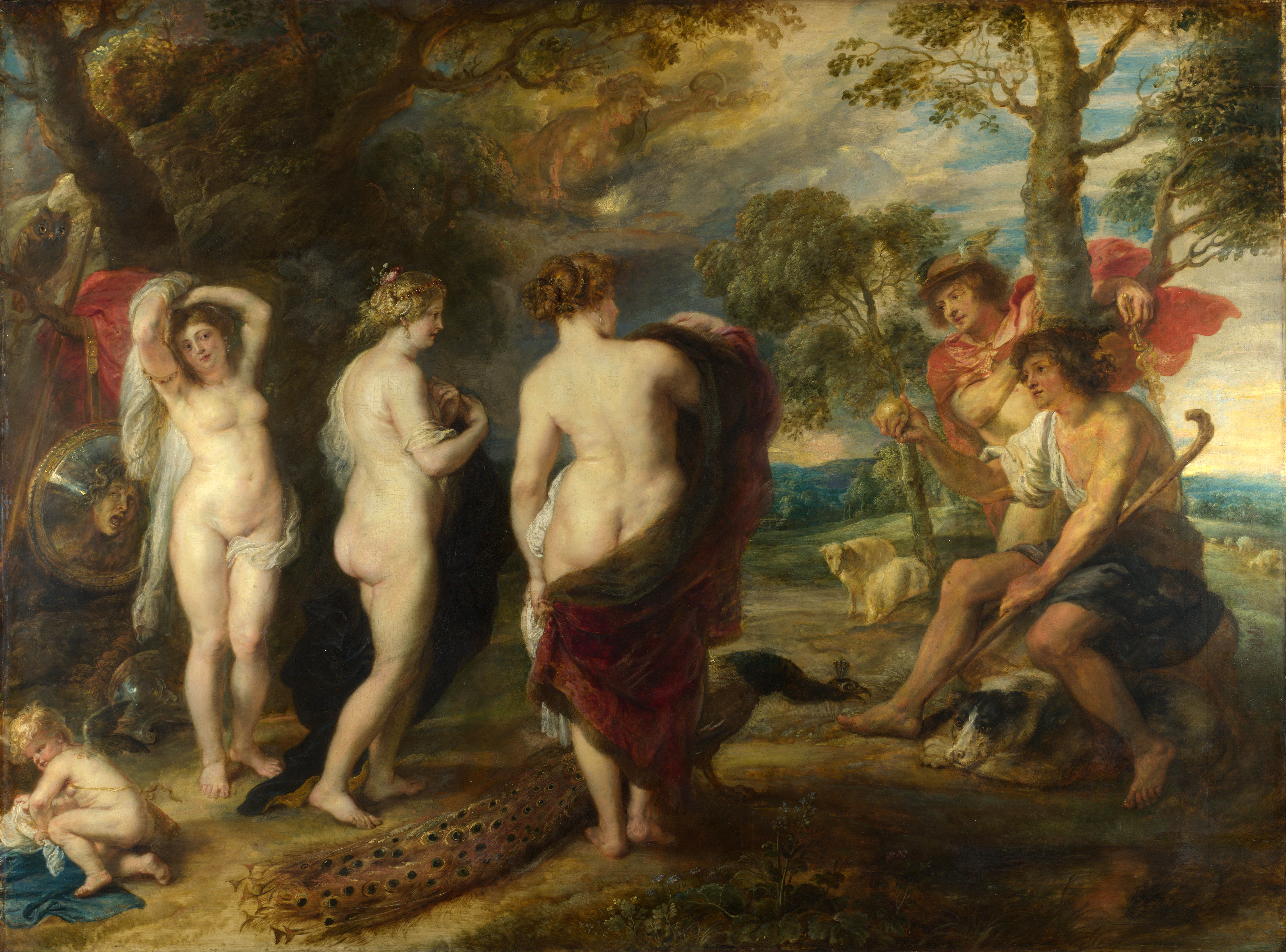
حكم باريس بواسطة بيتر بول روبنس، تصور الآلهة هيرا، أفروديت وأثينا، في المنافسة التي تسببت في حرب طروادة. تُظهر هذه اللوحة الباروكية الانبهار المستمر بالمثيولوجيا اليونانية

لدى الديانة اليوناني مثيولوجيا واسعة. تتألف إلى حد كبير من قصص الآلهة وكيف تفاعلوا مع البشر. غالبًا ما كانت الأساطير تدور حول الأبطال وأفعالهم، مثل هرقل والأثني عشر عملاً، أوديسيوس ومنزله المرتحل، وجاسون وبحثه عن الصوف الذهبي وثيسيوس ومينوتور.
ظهرت العديد من الأنواع في الأساطير اليونانية. كان من بين هؤلاء الآلهة والبشر، على الرغم من أن التيتان (الذين سبقوا الآلهة الأوليمبية) ظهروا أيضًا في الأساطير اليونانية. الأنواع الأقل شملت القنطور وهو نصف رجل نصف خيل، الحوراء الممثلين للطبيعة (حوراء الشجر تُسمى الجنية، الحوريات البحرية تُسمى نيريد) ونصف الرجل نصف ماعز والذي يُسمى ساتير. كانت بعض المخلوقات في الأساطير اليونانية وحشية، مثل سايكلوب العملاق ذا العين الواحدة، وحش البحر سيلا، والدوامة كاريبديس، غورغون، المينوتور وهو نصف رجل نصف ثور.
لم يكن هناك اجتماع يونانى على نشأة الكون، أو أسطورة للخلق. اعتقدت الجماعات الدينية المختلفة أن العالم قد تم إنشاؤه بطرق مختلفة. تم ذكر أسطورة خلق يونانية واحدة في ثيوغونيا والذي كتبها هسيود. ذكرت أنه في البداية لم يكن هناك سوى الإله البدائي الذي يدعى كاوس، الذي أنجب العديد من الآلهة البدائية الأخرى، مثل غايا وتارتاروس وإيروس، الذين أنجبوا بعد ذلك المزيد من الآلهة، التيتان، الذين ولدوا بعد ذلك الأولمبيين الأوائل.
نجت الأساطير إلى حد كبير وأضيفت من أجل تشكيل الأساطير الرومانية اللاحقة. كان الإغريق والرومان مجتمعين يعرفون القراءة والكتابة، وكثير من الأساطير، على الرغم من مشاركتها في البداية شفهيًا، تم تدوينها في أشكال من الشعر الملحمي (مثل الإلياذة، الأوديسة والأرجونوتيكا) والمسرحيات (مثل الباكوسيات لـيوربيديس وملهاة الضفادع لـأريستوفان). أصبحت الأساطير شائعة في أوروبا المسيحية بعد عصر النهضة، حيث كانت تستخدم في الغالب كأساس لأعمال فنانين مثل بوتيتشيلي وميكيلانجيلو وروبنس.

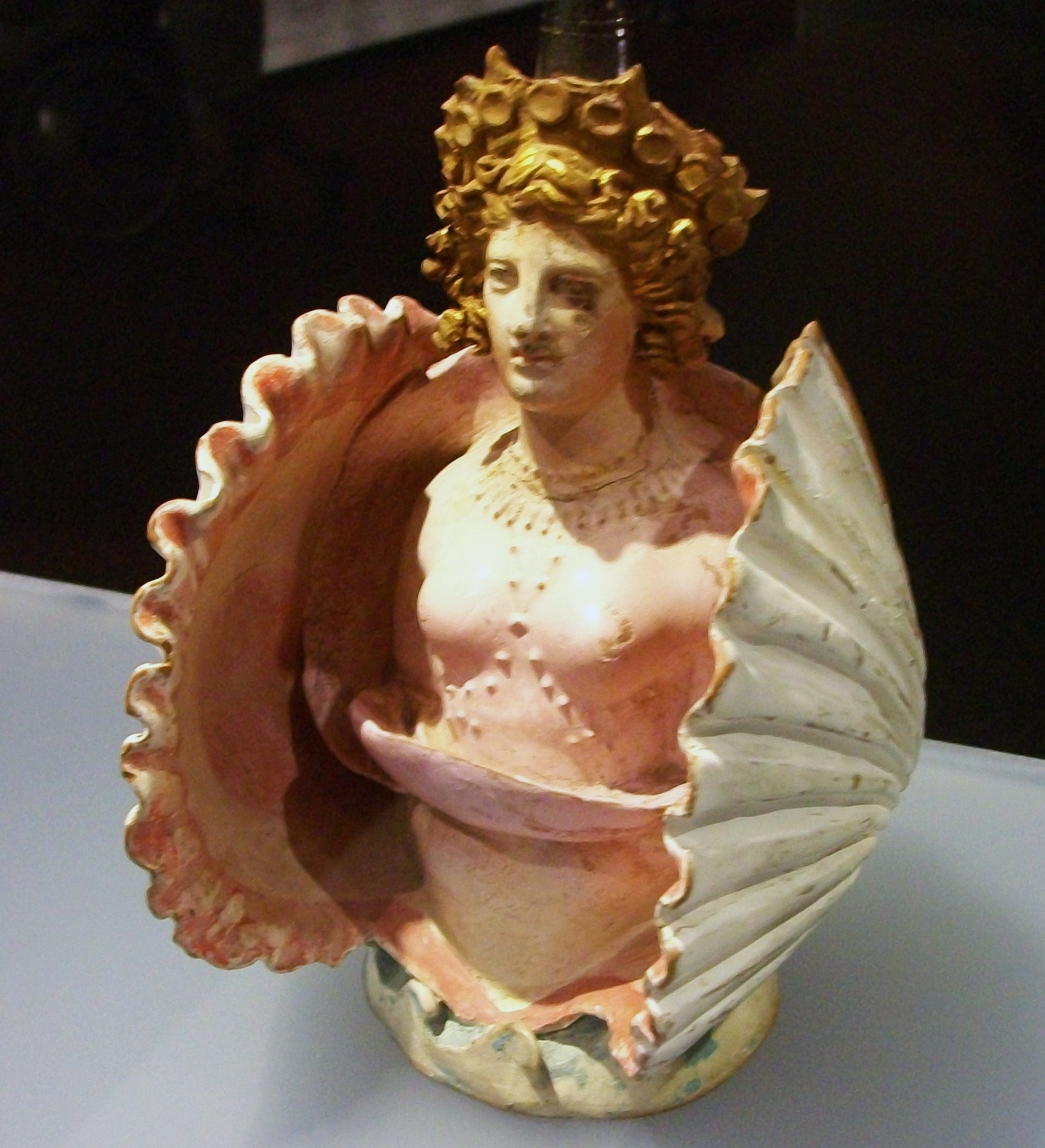
قطعة خزفية من العصر الكلاسيكي اليوناني تصور أفروديت داخل صدفة في أتيكا، عثر عليها في مقبرة باناجوريا في شبه جزيرة تامان (مملكة بوسبوران، جنوب روسيا)، وتعود إلى الربع الأول من القرن الرابع قبل الميلاد. محفوظة في متحف هيرميتاج، سانت بطرسبرغ.

### الأخلاق
واحدة من أهم المفاهيم الأخلاقية لليونانيين كان الخوف من ارتكاب خطيئة التكبر. شكّل التكبر أشياء كثيرة، من الاغتصاب إلى تدنيس الجثة، وكان جريمة في دولة مدينة أثينا. على الرغم من أن التفاخر والغرور لم يتم اعتبارهما خطيئة، فقد أكد اليونانيون على الاعتدال. أصبح التفاخر مجرد تكبر عندما يصل إلي أقصي حده، مثل أي خطيئة أخري. نفس الشيء ينطبق في الأكل والشرب. أي شيء تم القيام بشكل مُفرط لا يعتبر مناسبًا. وضع اليونانيون القدماء، على سبيل المثال، أهمية المساواة في ألعاب القوى والعقل . في الواقع العديد من المسابقات شملت كل من التفاخر والغرور. لكن التفاخر لا يصبح خطيئة حتى يستهلك صاحبه أو يؤذي الآخرين.

### النصوص المقدسة
لم يكن لدى الإغريق نصوص دينية اعتبروها من الكتب المقدسة «ذات الأصل المقدس»، ولكن النصوص القديمة جدًا بما في ذلك الإلياذة والأوديسة من تأليف هوميروس، وترانيم هوميروس [الإنجليزية] (تُعتبر كإنتاج متأخر اليوم)، ثيوغونيا والأعمال والأيام من تأليف هسيودوس، والقصيدة الغنائية لبندار، تعتبر لها سلطة وربما تكون مصدر إلهام عادة ما تبدأ باستدعاء الفرسان لإلهامهم. أراد أفلاطون حتى استبعاد الأساطير من حالته المثالية الموصوفة في الجمهورية بسبب لهجتها الأخلاقية المنخفضة.